# Friedemann Bedürftig
Friedemann Bedürftig (* 12. Dezember 1940 in Breslau; † 30. November 2010 in Hamburg-Rissen) war ein deutscher Journalist und Autor, der vor allem historische Sachbücher verfasste.

## Leben
Bedürftig studierte Geschichte und Germanistik an der Universität Tübingen. Anschließend arbeitete er als Lexikonredakteur für das Bibliographische Institut, als Verlagslektor bei Rowohlt und als Journalist für den Jahr Verlag. Ab 1981 lebte er als freier Autor in Hamburg. Unter anderem schrieb er für die ZEIT und die Süddeutsche Zeitung.
Bedürftig schrieb Bücher über viele Themen. Unter anderem veröffentlichte er das „Große Lexikon des Dritten Reiches“ (als Herausgeber mit Christian Zentner) und das „Taschenlexikon Deutschland nach 1945“ sowie Biografien von Personen der Zeitgeschichte wie Otto von Bismarck oder Adolf Hitler, aber beispielsweise auch die „Geschichte der Apotheke“ und ein Buch über die „Königs- und Fürstenhäuser Europas“. Auch die Texte zu der mutmaßlich ersten Comic-Biografie Adolf Hitlers stammten von ihm (Bilder von Matthias Schultheiss), die das Thema Nationalsozialismus 1977, also noch vor Art Spiegelmans Maus, im Comic aufgriff, wegen verlagsinterner Bedenken jedoch fallen gelassen wurde. Er schrieb auch als Ghostwriter.
An Bedürftigs Preußischem Lesebuch (1981) arbeitete Walter Görlitz mit.
Friedemann Bedürftig starb wenige Tage vor seinem 70. Geburtstag in einem Hamburger Palliativzentrum an Krebs.

## Veröffentlichungen (Auswahl)
- Preußisches Lesebuch: Bilder, Texte, Dokumente. Unipart, Stuttgart 1981, ISBN 3-8122-8101-5.
- als Hrsg. mit Christian Zentner: Das große Lexikon des Dritten Reiches. Südwest-Verlag, München 1985, ISBN 3-517-00834-6.
- Lexikon Deutschland nach 1945. Carlsen, Hamburg 1996, ISBN 3-551-85030-5.
- Taschenlexikon Goethe. Piper, München/Zürich 1999, ISBN 3-492-22669-8.
- Christentum: Geschichte und Gegenwart. Honos, Köln o. J. (2003), ISBN 3-8299-5827-7.
- Als Hitler die Atombombe baute: Lügen und Irrtümer über das „Dritte Reich“. Piper, München 2003, ISBN 3-492-04443-3.
- Die lieblichste der lieblichsten Gestalten: Ulrike von Levetzow und Goethe. Kindler, Reinbek bei Hamburg 2004, ISBN 3-463-40463-X.
- Die Leiden des jungen Wehner: dokumentiert in einer Brieffreundschaft in bewegter Zeit 1924–1926. Parthas, Berlin 2005, ISBN 3-86601-059-1.
- Lexikon der Heiligen. Komet Verlag, Köln 2006, ISBN 978-3-89836-529-1.
- Die Staufer. Primus-Verlag, Darmstadt 2006, ISBN 3-89678-288-6.

sowie 
- Ploetz – Die Deutsche Demokratische Republik – Daten, Fakten, Analysen. Hrsg. Alexander Fischer (1987), aktualisiert von Friedemann Bedürftig. Lizenzausgabe. Komet Verlag, Köln 2004, ISBN 3-89836-347-3.